# Estanis González
Estanislao González León, conocido artísticamente como Estanis González (n. Madrid; 8 de mayo de 1925 - f. íb.; 16 de diciembre de 1992) fue un actor y locutor español.

## Biografía
Comienza trabajando en Radio Barcelona, en la que presentó junto a Esperanza Navarro el programa matinal Música para el aperitivo. En febrero de 1960 interviene en una adaptación radiofónica de Cyrano de Bergerac. En ese mismo año pasa a Radio Nacional de Barcelona, en la que encarnó el papel de Mieh Yang en el serial La mano izquierda de Dios.
De la radio salta al teatro en 1946 con la obra Reinar después de morir, con la Compañía de Alejandro Ulloa. A partir de ese momento su carrera artística sobre los escenarios se va afianzando progresivamente con obras como El amor de los cuatro coroneles, El concierto de San Ovidio (1962), de Antonio Buero Vallejo, Mariana Pineda (1967), de Federico García Lorca, La casa de las chivas (1968), de Jaime Salom, Adiós, señorita Ruth (1972) de Emlyn Williams, Anillos para una dama (1973), de Antonio Gala, El día después de la feria (1974) de Frank Harvey,  Las troyanas,  de Eurípides, Solos en esta tierra (1978), Fuenteovejuna (1981), Medea (1983), de Eurípides o Un enemigo del pueblo (1985), de Ibsen.
Su carrera cinematográfica se inicia en 1955, con El Ceniciento, escrita y protagonizada por Miguel Gila. En los cinco años siguientes intervino en otras seis películas, pero a partir de 1960 abandona su actividad cinematográfica en favor de la televisión y el teatro. Solo puntualmente volvería a ponerse ante una cámara de cine, como cuando interviene en El espíritu de la colmena (1973), de Víctor Erice.
Es precisamente en 1960 cuando realiza su primera aparición en la pequeña pantalla, presentando el programa Adivine su vida, de TVE, al que seguiría X-0 da dinero y Ayer noticia, hoy dinero. En años sucesivos se convierte en uno de los más cotizados actores secundarios de televisión en España, con continuas apariciones en las obras representadas en espacios como Estudio 1 o Historias para no dormir.
En 1953 inicia en Barcelona la que sería una extensa carrera de actor de doblaje, en papeles casi siempre secundarios. Diez años después, y hasta prácticamente su muerte, estuvo ejerciendo esta actividad mayoritariamente en Madrid. Fue presidente de APADEMA, la asociación de actores de doblaje madrileños.

## Filmografía
- El ceniciento, (1955)
- Hospital de urgencia, (1956)
- Pasaje a Venezuela, (1957)
- Cuatro en la frontera, (1958)
- Cita imposible, (1958)
- Los cobardes, (1959)
- Sendas marcadas, (1959)
- Buen viaje, Pablo, (1959)
- A sangre fría, (1959)
- Llama un tal Esteban, (1960)
- Senda torcida, (1963)
- Carta a una mujer, (1963)
- Trampa mortal, (1963)
- El tesoro del capitán Tornado, (1968)
- Fuenteovejuna, (1972)
- Ceremonia sangrienta, (1973)
- El espíritu de la colmena, (1973)
- El colegio de la muerte, (1975)
- El puente, (1977)
- Tengamos la guerra en paz, (1977)
- Niñas... al salón, (1977)
- Las locuras de Jane, (1978)
- El fascista, la beata y su hija desvirgada, (1979)
- Operación Ogro, (1979)
- La boda del señor cura, (1979)
- Lulú de noche, (1986)
- Luna de lobos, (1987)
- Contra el viento, (1990)

## Trayectoria en TV
- La forja de un rebelde
  - Episodio 4 (20 de abril de 1990)
- El mundo de Juan Lobón
  - Capítulo uno (14 de enero de 1989)
  - Episodio 2 (21 de enero de 1989)
- Sabbath
  - La leyenda del cura de Bargota (1 de enero de 1989)
- Gatos en el tejado
  - Cantando se vienen, cantando se van (21 de octubre de 1988)
- Clase media
  - El diagnóstico (abril-mayo 1905), (26 de enero de 1987)
  - Prácticamente mayor (mayo-junio 1905), (2 de febrero de 1987)
  - La casa de la cachapera (julio 1905), (9 de febrero de 1987)
  - El milagro de fray Bernardino (agosto 1905), (16 de febrero de 1987)
  - La cencerrada (septiembre 1905), (23 de febrero de 1987)
  - El crimen horrendo (octubre 1905), (2 de marzo de 1987)
  - Los que no tenemos diez mil reales (noviembre 1905), (9 de marzo de 1987)
  - La clausura (diciembre 1905-marzo 1906), (16 de marzo de 1987)
- Turno de oficio
  - Investigación privada (6 de enero de 1987)
- Escalera interior, escalera exterior
  - Su mejor momento (1 de diciembre de 1986)
- Platos rotos
  - Alguien voló sobre el nido del colibrí (16 de octubre de 1985)
  - La mala sombra de una duda (6 de noviembre de 1985)
  - Carmen de Brooklyn (4 de diciembre de 1985)
  - Despacio, despacio (15 de enero de 1986)
- La huella del crimen
  - El caso de las envenenadas de Valencia (12 de abril de 1985)
- Ramón y Cajal: Historia de una voluntad [nota 1]
  - Muerte de Cajal (30 de marzo de 1982)
- La máscara negra
  - Un día de mayo (26 de marzo de 1982)
  - Muerte en la tarde (2 de abril de 1982)
  - El robo del Conde de Orgaz (7 de mayo de 1982)
- El español y los siete pecados capitales
  - La soberbia (primera parte), (24 de octubre de 1980)
- Les chevaux du soleil
  - La prise d'Alger - Juin 1830 (22 de octubre de 1980)
- Escrito en América
  - Cadáveres para la publicidad (9 de septiembre de 1979)
- Teatro estudio
  - Adiós, señorita Ruth (8 de noviembre de 1978)
- Siete cantos de España
  - París era una fiesta (18 de octubre de 1977)
- Mujeres insólitas
  - Nuestra Señora de Termidor (22 de febrero de 1977)
  - La reina después de muerta (8 de marzo de 1977)
- Teatro Club
  - Jacobo o la sumisión (16 de marzo de 1976)
  - El montaplatos (29 de junio de 1976)
  - La tienda (5 de octubre de 1976)
- Original
  - Capuchina (3 de junio de 1975)
  - El rey de los lobos (15 de julio de 1975)
  - El bienhechor (2 de diciembre de 1975)
  - La tablita (16 de enero de 1977)
  - Estanis (23 de enero de 1977)
- Palabras cruzadas
  - El llanto de los siglos que se acaban (22 de enero de 1975)
  - El caso Lerouge (22 de septiembre de 1975)
  - Variaciones sobre unos grabados de 1912 (Los cambios) (26 de septiembre de 1975)
- El Teatro
  - La coqueta y Don Simón (30 de diciembre de 1974)
  - Fuenteovejuna (3 de febrero de 1975)
- Cuentos y leyendas
  - El tesoro (29 de octubre de 1974)
  - Ópera en Marineda (14 de enero de 1975)
  - Baalbec, una mancha (10 de octubre de 1975)
  - La leyenda del Caballero de Olmedo (17 de octubre de 1975)
  - La leyenda de la rubia y el canario (16 de enero de 1976)
- El televisor (Película de televisión, 1974)
- Noche de teatro
  - El poder y la gloria (21 de junio de 1974)
  - El abogado del diablo (13 de septiembre de 1974)
- Los libros
  - El licenciado Vidriera (11 de febrero de 1974)
  - Artículos de costumbre (11 de marzo de 1974)
  - Un hombre contra el Sol (9 de abril de 1974)
- Stop
  - El descapotable. El cupé rojo (17 de julio de 1972)
- Ficciones
  - El rostro de Venus (11 de mayo de 1972)
  - El tren, a las 14'15 (24 de marzo de 1973)
  - Un vendedor de blackjack (28 de julio de 1973)
  - El hombre del futuro (16 de septiembre de 1974)
  - El verdugo (30 de septiembre de 1974)
  - El amuleto polaco (7 de octubre de 1974)
- Sospecha
  - Esta es tu oportunidad (24 de agosto de 1971)
- Visto para sentencia
  - La prima Angustias (26 de abril de 1971)
  - La deliciosa muerte (28 de junio de 1971)
- Diana en negro
  - A Las tres en punto (19 de junio de 1970)
- La risa española
  - Tres piernas de mujer (11 de julio de 1969)
- Pequeño estudio
  - Raquel en octubre (7 de mayo de 1969)
  - Con un solo pie (3 de noviembre de 1972)
  - El ladrón de paisajes (2 de marzo de 1973)
- Hora once
  - La prueba de la fidelidad (15 de septiembre de 1968)
  - La loba (9 de diciembre de 1968)
  - Un alma para Julia (1968)
  - El incendio (2 de marzo de 1969)
  - El socio de Tennessee (15 de marzo de 1971)
  - Yanko, el músico (6 de mayo de 1971)
  - Capítulo del 23 de diciembre de 1972)
  - El hombre que corrompió una ciudad (1972)
- El premio
  - El hombre de los fagocitos (12 de septiembre de 1968)
  - El muchacho de las mil y una historias (21 de octubre de 1968)
  - El hombre que vio las ratas (28 de octubre de 1968)
  - El libro talonario (18 de noviembre de 1968)
  - Palabras en el aire (25 de noviembre de 1968)
  - La saga de Selma Lagerlöf (2 de diciembre de 1968)
  - El gran cínico (9 de diciembre de 1968)
- Teatro breve
  - El otro hijo (1 de enero de 1968)
- ¿Es usted el asesino?
  - Epsiodio 3 (21 de agosto de 1967)
  - Episodio 6 (11 de septiembre de 1967)
  - Episodio 7 (18 de septiemnbre de 1967)
  - Episodio 8 (25 de septiembre de 1967)
  - Episodio 9 (2 de octubre de 1967)
- La familia Colón
  - Sanfermines (16 de junio de 1967)
- Teatro de siempre
  - Ricardo III (30 de marzo de 1967)
  - El zapatero y el rey (7 de julio de 1967)
  - El inspector (13 de octubre de 1967)
  - Romeo y Julieta (22 de diciembre de 1967)
  - La losa de los sueños (26 de enero de 1968)
  - La danza de la muerte (15 de febrero de 1968)
  - El portero (31 de octubre de 1968)
  - Ping-pong (14 de noviembre de 1968)
  - Andrómaca (13 de febrero de 1969)
  - Recuerdo de dos lunes (2 de marzo de 1969)
  - Hamlet en los suburbios (4 de mayo de 1970)
  - Antígona (24 de septiembre de 1970)
  - Las alegres comadres de Windsor (19 de marzo de 1971)
  - Calígula (25 de octubre de 1971) (25 de octubre de 1971)
  - El día después de la feria (5 de enero de 1978)
- Estudio 1
  - El momento de tu vida (21 de septiembre de 1966)
  - Europa y el toro (19 de octubre de 1966)
  - La gaviota (28 de junio de 1967) [nota 2]
  - Enrique IV (24 de octubre de 1967)
  - Catalina de Aragón I (15 de julio de 1969)
  - Catalina de Aragón II (29 de julio de 1969)
  - Isabel y Fernando (19 de octubre de 1969)
  - El portero (19 de febrero de 1971)
  - Séneca (2 de julio de 1971)
  - El emigrante de Brisbane (5 de noviembre de 1971)
  - Retablo de las mocedades del Cid (3 de diciembre de 1971)
  - Pedro y Juan (28 de abril de 1972)
  - La gaviota II (19 de mayo de 1972)
  - Bubu (22 de septiembre de 1972)
  - El poder y la gloria (22 de febrero de 1974)
  - Anna Christie (15 de marzo de 1976)
  - Es mi hombre (29 de agosto de 1977)
  - Los comuneros (8 de junio de 1978)
  - El milagro de Ana Sullivan (20 de julio de 1978)
  - Adiós, señorita Ruth (8 de noviembre de 1978)
  - La fierecilla domada (21 de marzo de 1979)
  - Un drama nuevo (23 de mayo de 1979)
  - El legado de los Rosmer (21 de febrero de 1983)
- Historias para no dormir
  - El pacto (25 de marzo de 1966)
  - La sonrisa (3 de junio de 1966)
  - El asfalto (24 de junio de 1966)
  - La pesadilla (20 de octubre de 1967)
  - El vidente (17 de noviembre de 1967)
  - El regreso (15 de diciembre de 1967)
  - El cuervo (29 de diciembre de 1967)
  - La casa (9 de febrero de 1968)
  - El trasplante (15 de marzo de 1968)
  - El televisor (5 de julio de 1974)
  - El caso del Señor Valdemar (13 de septiembre de 1982)
- Tengo un libro en las manos
  - Eran cinco (28 de septiembre de 1965)
- Sábado 64
  - Goyescas (13 de febrero de 1965)
- Confidencias
  - Las razones (6 de febrero de 1965)
- Primera fila
  - Suspenso en amor (27 de enero de 1965)
  - Una ciudad en el aire (10 de marzo de 1965)
- Tras la puerta cerrada
  - La mujer fantasma II (15 de enero de 1965)
  - El plazo expira al amanecer (7 de mayo de 1965)
- Teatro de familia
  - Los maletillas (7 de octubre de 1964)
- Mañana puede ser verdad
  - El zorro y el bosque (29 de mayo de 1964)
  - N.N. 23 (1965)
- Novela

- - El beso y las monedas (23 de marzo de 1964)
  - Los cinco invitados (6 de abril de 1964)
  - Antes del amanecer (22 de septiembre de 1964)
  - El pueblo olvidado (19 de octubre de 1964)
  - La pequeña Dorrit (11 de enero de 1965)
  - La defensa (31 de mayo de 1965)
  - El muro de cristal (11 de octubre de 1965)
  - El difunto Matías Pascal (9 de noviembre de 1965)
  - Siempre en capilla II (25 de enero de 1966)
  - Siempre en capilla III (26 de enero de 1966)
  - Siempre en capilla V (28 de enero de 1966)
  - Resurrección (14 de febrero de 1966)
  - Resurrección II (15 de febrero de 1966)
  - Resurrección III (16 de febrero de 1966)
  - Resurrección V (18 de febrero de 1966)
  - Boris Godunov (1 de marzo de 1966)
  - Contraseña del alba (12 de abril de 1966)
  - Levántate y lucha (26 de abril de 1966)
  - Adriana (22 de agosto de 1966)
  - El alba y la noche (10 de octubre de 1966)
  - El fantasma y Doña Juanita (7 de noviembre de 1966)
  - Albéniz (14 de noviembre de 1966)
  - La maleta (8 de enero de 1967)
  - Einstein (23 de enero de 1967)
  - La muerte ríe (17 de julio de 1967)
  - Biografía de Maiquez (14 de enero de 1968)
  - Rosalía de Castro II (5 de marzo de 1968)
  - La niña sabia (7 de octubre de 1968)
  - El crimen de Lord Arthur (13 de enero de 1969)
  - El abuelo tiene 30 años (3 de febrero de 1969)
  - El monje misterioso (10 de marzo de 1969)
  - Isabel y Fernando (12 de mayo de 1969)
  - El conde de Montecristo (6 de octubre de 1969)
  - El conde de Montecristo II (7 de octubre de 1969)
  - El conde de Montecristo III (8 de octubre de 1969)
  - El conde de Montecristo IV (9 de octubre de 1969)
  - El conde de Montecristo VI (14 de octubre de 1969)
  - El conde de Montecristo VII (15 de octubre de 1969)
  - El conde de Montecristo IX (17 de octubre de 1969)
  - Crónica de un maestro (23 de noviembre de 1970)
  - Enrique de Lagardere IV (29 de julio de 1971)
  - Enrique de Lagardere VII (3 de agosto de 1971)
  - Enrique de Lagardere VIII (4 de agosto de 1971)
  - Enrique de Lagardere X (6 de agosto de 1971)
  - La hija del Capitán (12 de junio de 1972)
  - Almas gemelas (19 de junio de 1972)
  - El retrato y la imagen (4 de septiembre de 1972)
  - La prima Phillis (12 de marzo de 1973)
  - La feria de las vanidades (23 de abril de 1973)
  - La feria de las vanidades III (25 de abril de 1973)
  - La feria de las vanidades IV (26 de abril de 1973)
  - La feria de las vanidades V (27 de abril de 1973)
  - La feria de las vanidades XX (19 de mayo de 1973)
  - La feria de las vanidades XXII (21 de mayo de 1973)
  - La feria de las vanidades XXV (25 de mayo de 1973)
  - Amor de perdición (28 de mayo de 1973)
  - Nunca como antes (13 de mayo de 1974)
  - Tierra para morir (1 de julio de 1974)
  - El invernadero (5 de enero de 1976)
  - Los Dombey (30 de agosto de 1976)
  - Miss Giacomini (21 de febrero de 1977)
  - Los oscuros dominios (9 de mayo de 1977)
  - El malvado Carabel III (15 de junio de 1977)
  - El otro árbol de Guernica (17 de octubre de 1977)